# Lophosiosoma bicornis
Lophosiosoma bicornis là một loài ruồi trong họ Tachinidae.